# Kurmasana
Kúrmásana dêvanágari कूर्मासन IAST kūrmāsana. É uma posição de anteflexão sentada do yôga. Outro nome do mahá upavishta kônásana.
Em sânscrito kúrma é tartaruga. Também dá nome a uma nádí do corpo energético ou um sub-prana.

## Execução
Existem diversas variações de pernas para este ásana, pode-se fazer qualquer posição sentada (padmásana, vajrásana, virásana, etc) e inclinar o corpo para frente colocando uma mão sobre a outra e a cabeça sobre ambas. O que caracteríza o kurmásana, é a posição das mãos e da cabeça ao chão.
Normalmente quando se fala em kúrmásana, está se referindo ao vajra kúrmásana (dependendo da escola).

## Galeria
- Vajra Kúrmásana
- padma Kúrmásana
- Vira Kúrmásana
- Bhadra Kúrmásana